# Saint-Loup-de-Gonois
Saint-Loup-de-Gonois ist eine Ortschaft und eine Commune déléguée in der französischen Gemeinde La Selle-sur-le-Bied mit 107 Einwohnern (Stand: 1. Januar 2018) im Loiret in der Region Centre-Val de Loire. Die Einwohner werden Gonésois genannt.
Die Gemeinde Saint-Loup-de-Gonois wurde am 1. März 2019 nach La Selle-sur-le-Bied eingegliedert. Sie hat seither den Status einer Commune déléguée. Die Gemeinde Saint-Loup-de-Gonois gehörte zum Montargis und war Teil des Kantons Courtenay. 

## Geografie
Saint-Loup-de-Gonois liegt etwa 73 Kilometer ostnordöstlich von Orléans. Nachbargemeinden von Saint-Loup-de-Gonois waren Mérinville im Norden, Courtemaux im Süden und Osten, Louzouer im Südwesten sowie La Selle-sur-le-Bied im Westen.

## Bevölkerungsentwicklung
| Jahr                       | 1962 | 1968 | 1975 | 1982 | 1990 | 1999 | 2006 | 2018 |
| Einwohner                  | 117  | 94   | 83   | 77   | 83   | 102  | 103  | 107  |
| Quellen: Cassini und INSEE |      |      |      |      |      |      |      |      |

## Sehenswürdigkeiten

Kirche Saint-Loup

- Kirche Saint-Loup